# We No Speak Americano
"We No Speak Americano" é uma canção da dupla australiana Yolanda Be Cool, produzida por Peterson Johnson, Sylvester Martinez e Duncan McLennan. O single de latin house music contém trechos originais da música Tu Vuò Fà L'Americano, do italiano Renato Carosone, escrita e produzida por ele mesmo e Nicola "Nisa" Salerno. Passados 54 longos anos, a canção de Carosone - produzida em 1956 pela gravadora Pathé - foi transformada em We No Speak Americano, por meio de uma remixagem feita pelos DJs Martinez e Johnson, do projeto Yolanda Be Cool, juntamente com o produtor McLennan, o DCUP. Tudo isso foi feito em homenagem aos 54 anos que a canção "Tu Vùo Fà' L'Americano", de Renato Carosone, foi produzida. No Brasil, onde faz bastante sucesso, é incorretamente chamada de "Pan-Pan-Americano", devido à semelhança de pronúncia do refrão, o que chamou atenção de publicitários ao criarem uma inserção do banco PanAmericano, alguns meses antes de sua crise.
O single recebeu o Disco de Ouro na Itália, com mais de 15 mil cópias vendidas apenas no iTunes. Também foi certificado Platina na Nova Zelândia, por 15 mil cópias vendidas no país.

## Videoclipe
Dirigido por Andy Hylton, o clipe da música We No Speak Americano, produzida pela Lutimedia Productions, apresenta um cenário bastante retrô, além de um homem com estilo Charles Chaplin vagando. O clipe do diretor Hylton chega a ser ingênuo e hilariante ao mesmo tempo.

## Formatos e lista de faixas

### Itália
(Time SPA; TIME 588)
- A1 Original Mix - 4:29
- A2 Vocal Edit
- B1 Morris Vs. Mattara Remix
- B2 Edit

### Países Baixos
(Sneakerz Muzik; SNEAKCDS027; CD, Single)
1. Dutch Radio Version - 2:36
2. Original Mix - 4:30
3. Vhyce Remix - 5:48
4. Morris Corti Vs. Mattara Remix - 4:58
5. Myd Remix - 5:06
6. Sandro Silva Remix - 6:00
7. Doelpunt Voor Oranje! Mix - 2:38